# Komisja Historii Kobiet w Walce o Niepodległość
Komisja Historii Kobiet w Walce o Niepodległość – kobieca organizacja naukowo-historyczna, która po latach działania została formalnie zarejestrowana 13 marca 1970 roku jako sekcja Towarzystwa Miłośników Historii.

## Cel i założycielki
Celem powołania Komisji była chęć upamiętnienia udziału kobiet w walkach zbrojnych na terenie Polski, walczących m.in. w Polskiej Organizacji Wojskowej, Przysposobieniu Wojskowym Kobiet, Armii Krajowej, Armii Ludowej, Batalionach Chłopskich, Żydowskiej Organizacji Bojowej i innych. Był on realizowany poprzez zbieranie, opracowywanie i archiwizowanie materiałów o walce kobiet oraz identyfikowanie z imienia i nazwiska anonimowych uczestniczek walk. 
Założycielkami i pierwszymi członkiniami Komisji były żołnierki Armii Krajowej: gen. Maria Wittek oraz ppor. Alina Łasiewicka, kpt. Halina Korniak, mjr. Helena Wiślińska-Ratyńska, ppor. Ludmiła Petrykowska, por. Maria Jędrzejewska i por. Maria Zadróżna. Pierwszą przewodniczącą Komisji była ppłk. Grażyna Lipińska.

## Specyfika pracy Komisji
Komisja napotykała trudności właściwe dokumentowaniu historii kobiet. Informacje o udziale kobiet w walkach zbrojnych były rozproszone, skąpe i fragmentaryczne, a same żołnierki były niemal zawsze opisywane bezimiennie, nawet gdy autor opracowania historycznego dysponował ich nazwiskami i stopniami wojskowymi. W swoim referacie z 1970 roku przewodnicząca Komisji, ppłk. Grażyna Lipińska, napisała, że po przestudiowaniu 3 tys. publikacji o walkach podczas II wojny światowej może stwierdzić, iż znikome są informacje o samych kobietach (...) jako indywidualnych jednostkach, szczególnie w zestawieniu z biograficznymi zapisami o mężczyznach. Dodała również, że dotychczasowy udział kobiet w ruchu oporu nie był przedmiotem badań naukowych. Zjawisku wymazywania kobiet z historii i marginalizacji ich dokonań miała przeciwdziałać Komisja.   

## Publikacje
- Halina Michalska (red.): Słownik uczestniczek walk o niepodległość Polski 1939-1945. Poległe i zmarłe w okresie okupacji niemieckiej. Państwowy Instytut Wydawniczy, 1988. (pol.). Brak numerów stron w książce